# Burgena reducta
Burgena reducta là một loài bướm đêm trong họ Noctuidae.